# Sigriswil
Sigriswil (toponimo tedesco) è un comune svizzero di 4 788 abitanti del Canton Berna, nella regione dell'Oberland (circondario di Thun).

## Geografia fisica
Sigriswil si affaccia sul Lago di Thun.

## Monumenti e luoghi d'interesse

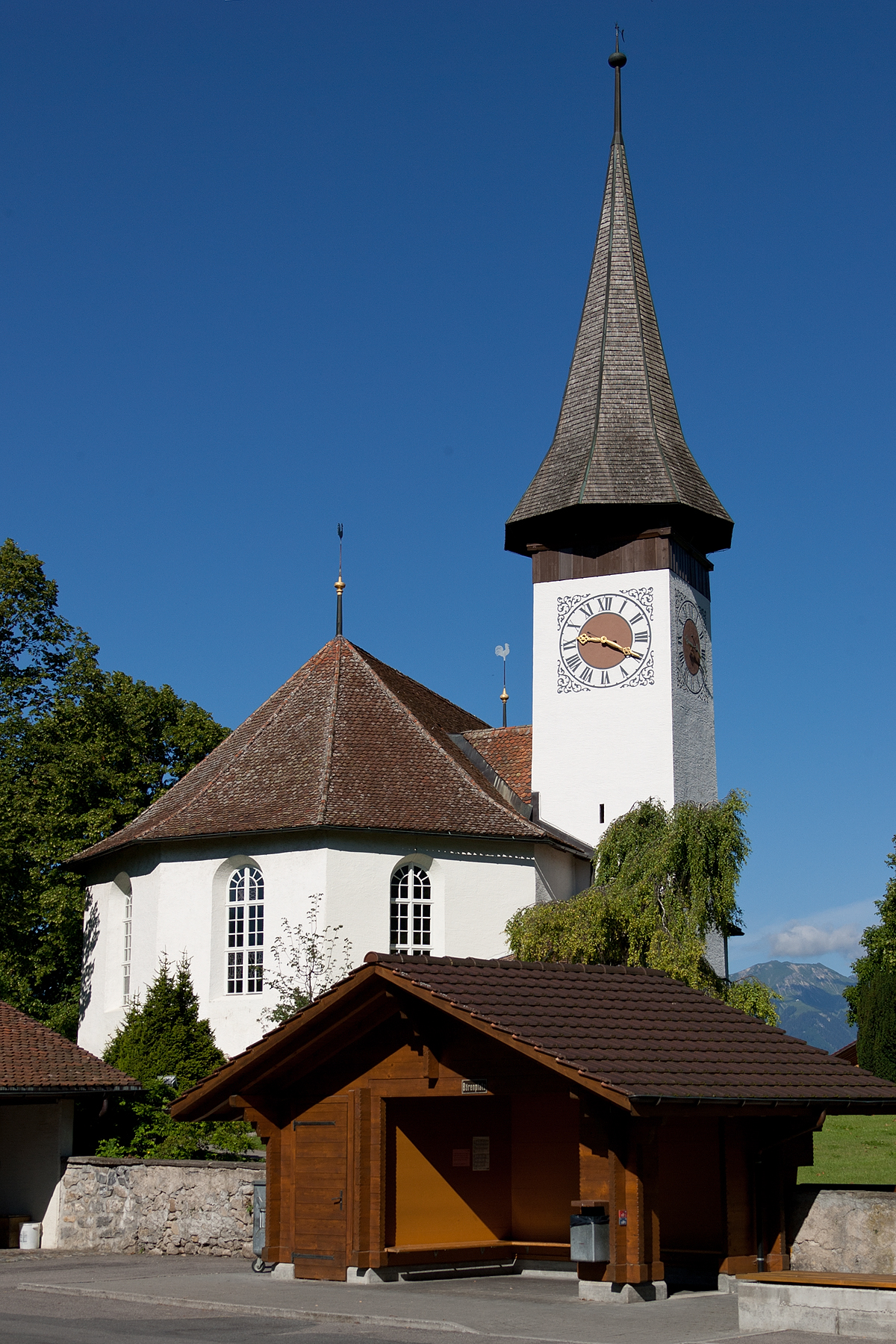
La chiesa riformata

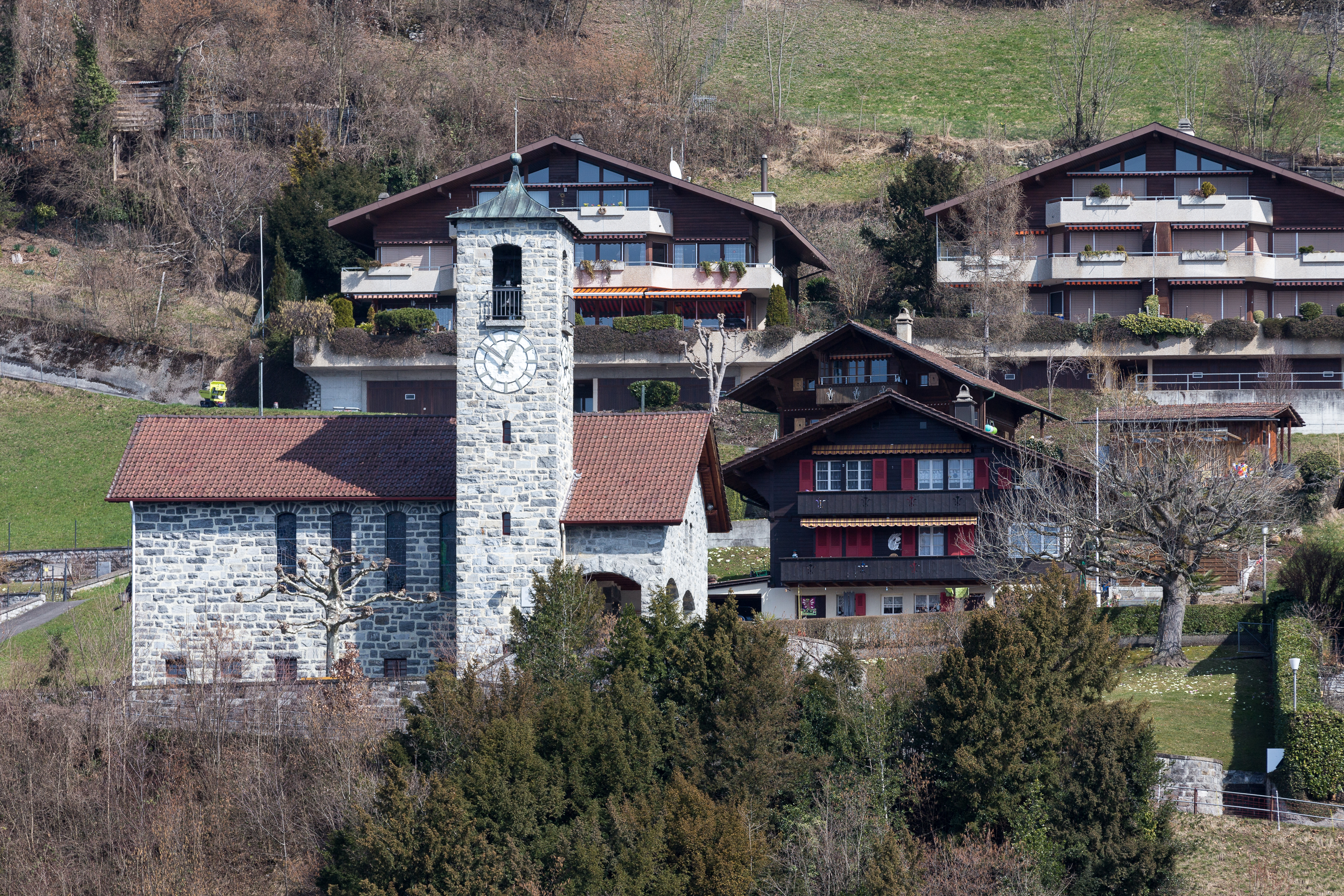
La chiesa riformata di Merligen

- Chiesa riformata (già di San Gallo), eretta nel X-XII secolo e ricostruita nel 1467 e nel 1678-1679[1];
- Chiesa riformata di Merligen, eretta nel 1937[1][2].

## Società

### Evoluzione demografica
L'evoluzione demografica è riportata nella seguente tabella:
Abitanti censiti

## Geografia antropica

### Frazioni

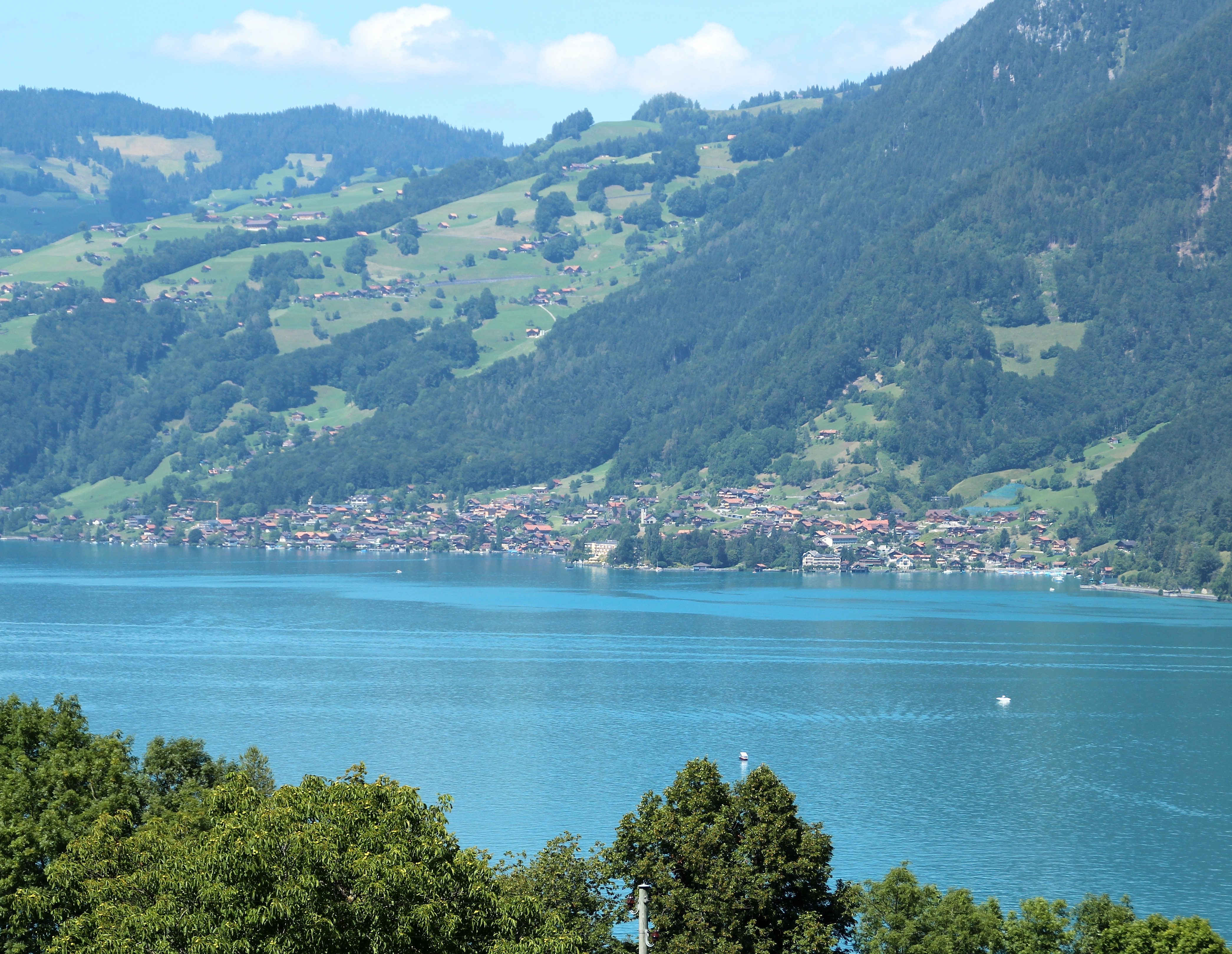
Merligen

Le frazioni di Sigriswil sono:
- Aeschlen
- Endorf
- Gunten[4]
- Meiersmaad
- Merligen[2]
- Reust
- Ringoldswil
- Schwanden
- Tschingel
- Wiler

## Infrastrutture e trasporti
Tra il 1913 e il 1952 Sigriswil fu servita dalla tranvia Steffisburg-Thun-Interlaken; nel 1952 la tranvia fu sostituita dalla filovia Thun-Beatenbucht, soppressa nel 1982.

## Amministrazione
Ogni famiglia originaria del luogo fa parte del cosiddetto comune patriziale e ha la responsabilità della manutenzione di ogni bene ricadente all'interno dei confini del comune.